# Violet tears
『Violet tears』（ヴァイオレット ティアーズ）は、日本の女性アイドルユニット「Task have Fun」が、2022年11月8日にLIKE IT MUSICからリリースした、2枚目のスタジオ・アルバム。全10曲収録。

## 背景・制作
1作目のアルバムである『RED ALBUM』『BLUE ALBUM』『GREEN ALBUM』から約3年ぶりとなる作品。前作はベスト・アルバム的内容であったのに対し、今作は完全オリジナルの初音源化のみで構成されている。
楽曲提供者に関しては、ほぼ全て異なる音楽作家を起用。結果、十人十色で様々なスタイルの収録曲となっている。中でも異色なのが、一流パティシエとして有名な「ケンズカフェ東京」のオーナーシェフ氏家健治が、作詞家（楽曲「La La La ショコラ」に提供）として協力している。
メンバー自身は「全曲がリード曲」と謳っており、自己評価では「メインアクター」を筆頭に、「夢見る季節を過ぎても」（熊澤風花）、「背徳的カタオモイ」（白岡今日花）、「SPOOL」（里仲菜月）などを思い入れに挙げている。
タイトル『Violet tears』は、邦訳すると「スミレ色（紫色）の涙」。紫（パープル）はユニットのチームカラーであり、表題に因ませている。

## アートワーク / ミュージック・ビデオ
- アートワーク

ジャケット・アーティスト写真は、フォトグラファーの増田勝行が撮影。アートディレクターはグラフィックデザイナーの勅使川原克典が担当した。
- ミュージック・ビデオ

リリースに先行して収録曲「背徳的カタオモイ」「メインアクター」「my Buddy!!!」、リリース後には「La La La ショコラ」の各フルバージョンをYouTubeで公開。映像は順番に、針NEEDLE、LIKE IT MUSIC、スーパーブリーの各プロダクションが制作した。

## ライブ・パフォーマンス
収録曲は2022年上半期の段階から少しずつ解禁され、主催ツアーを含む以下各地大型イベントなどでライブ披露している。 
- 結成6周年記念全国ツアー「〜Taskあいにいきます。〜」ツアーファイナル（2022年6月12日、中野サンプラザホール）[6]
- 超NATSUZOME（2022年7月3日、幕張海浜公園）
- SPARK 2022 in YAMANAKAKO（2022年7月16日 - 18日、山梨県山中湖交流プラザきらら）
- SEKIGAHARA IDOL WARS 2022 〜関ケ原唄姫合戦〜（2022年7月23日・24日、岐阜県関ケ原町 桃配運動公園）
- 六本木アイドルフェスティバル2022（2022年7月30日、六本木ヒルズアリーナ）[7]
- TOKYO IDOL FESTIVAL 2022（2022年8月5日・6日、フジテレビ本社屋/お台場特設会場）[8]
- ドラゴンクイーンズフェスティバル ～竜王アイドル夏祭り2022～（2022年8月12日・13日、滋賀県竜王町総合運動公園）
- NEO KASSEN 2022（2022年8月19日、Shibuya O-Group）
- IDOL SQUARE Summer Festival 2022（2022年8月20日、日比谷野外音楽堂）
- @JAM EXPO 2022（2022年8月27日・28日、横浜アリーナ）
- エンドレスサマー2022（2022年8月31日、Shibuya O-Group）
- うるトラすフェスタ（2022年9月26日、Zepp Haneda）
- アイドルアラモード Vol.10（2022年10月15日、J:COMホール八王子）
- ギュウ農フェス秋のSP2022（2022年10月16日、お台場地区夢の広場）

## タイアップ
- 「La La La ショコラ」 - ケンズカフェ東京 25thアニバーサリーソング
- タワーレコード『NO MUSIC, NO IDOL?』VOL.276[9]

## 収録トラック
| #         | タイトル                         | 作詞                    | 作曲               | 編曲                           | 時間  |
| --------- | -------------------------------- | ----------------------- | ------------------ | ------------------------------ | ----- |
| 1.        | 「メインアクター」               | Ryota Saito（齋藤亮太） | 五十嵐テレス       | 五十嵐テレス                   | 3:59  |
| 2.        | 「my Buddy!!!」                  | 中村歩、菊池博人        | 中村歩、菊池博人   | 中村歩、菊池博人               | 4:16  |
| 3.        | 「ひと夏ボーダー」               | MIZUE                   | すみだしんや       | Masayoshi Kawabata（川端正美） | 4:17  |
| 4.        | 「哀嘘,私寝（I lie,I lie）」     | Ryota Saito             | 浦島健太、野口大志 | 野口大志                       | 3:48  |
| 5.        | 「背徳的カタオモイ」             | フトメホソシ、GUCCHO    | GUCCHO             | GUCCHO                         | 4:12  |
| 6.        | 「クーリングオフはできません！」 | 早川博隆、中原徹也      | 早川博隆           | 早川博隆、浅田大貴             | 3:41  |
| 7.        | 「La La La ショコラ」            | 古垣内麻衣、氏家健治    | yu-ya              | yu-ya、DROP K                  | 3:51  |
| 8.        | 「相対性♡LOVE！」                | 村カワ基成              | 村カワ基成         | 村カワ基成                     | 3:15  |
| 9.        | 「SPOOL」                        | 塩入冬湖                | 塩入冬湖           | FINLANDS                       | 3:46  |
| 10.       | 「夢見る季節を過ぎても」         | 見田村千晴              | 見田村千晴         | 清野雄翔、倉品翔               | 4:54  |
| 合計時間: | 合計時間:                        | 合計時間:               | 合計時間:          | 合計時間:                      | 39:59 |